# Mladošovice
Mladošovice (deutsch Mladoschowitz) ist eine Gemeinde in Tschechien. Sie liegt neun Kilometer südwestlich von Třeboň in Südböhmen und gehört zum Okres České Budějovice.

## Geographie

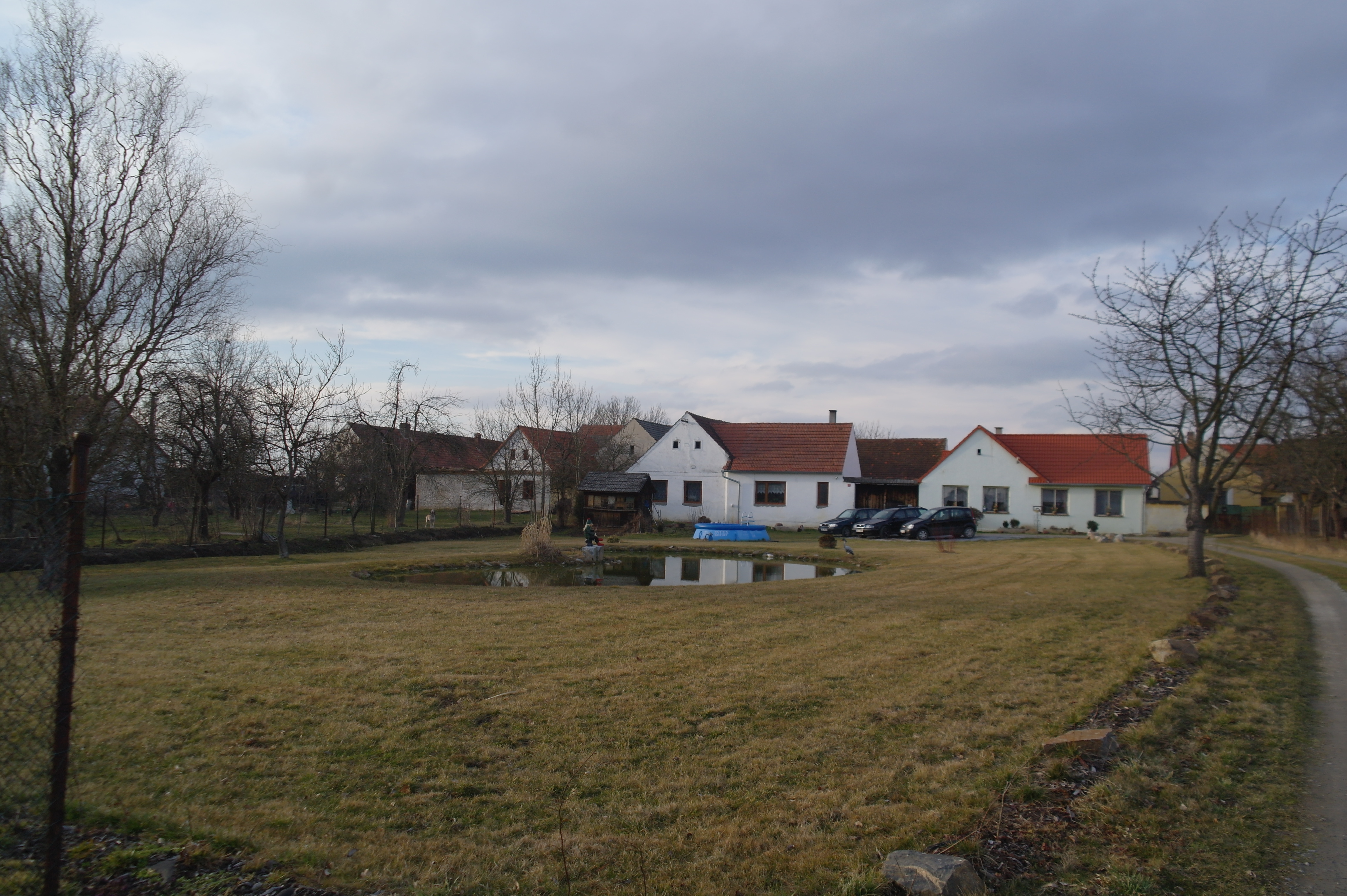
Mladosovice

Mladošovice befindet sich am Fuße der Lischauer Schwelle im Wittingauer Becken. Das Dorf liegt in der Mulde eines kleinen Zuflusses zum Petrovický potok. Westlich erhebt sich der Hügel Stávky (480 m). In der Umgebung befinden sich mehrere größere Teiche; im Norden der Spolský rybník, westlich der Adamovský rybník und gegen Nordwesten der Výskok (Weiskup).
Nachbarorte sind Libín und Spolí im Norden, Domanín und Branná im Nordosten, Hrachoviště im Osten, Kojákovice, Lipnice und Kramolín im Südosten, Vlachnovice und Lhota im Süden, Petrovice und Růžov im Südwesten, Ledenice und Ohrazení im Westen sowie Zaliny, Zvíkov und Slavošovice im Nordwesten.

### Gemeindegliederung
Die Gemeinde Mladošovice besteht aus den Ortsteilen Lhota, Mladošovice (Mladoschowitz) und Petrovice (Petrowitz), die zugleich auch Katastralbezirke bilden.  Zu Mladošovice gehört außerdem die Einschicht Prelátská Hájnice.

### Nachbargemeinden
|          | Libín                                       |                           |
| Ledenice | Kompassrose, die auf Nachbargemeinden zeigt |                           |
| Borovany |                                             | Jílovice u Trhových Svinů |

## Geschichte
Das Dorf entstand wahrscheinlich im 11. Jahrhundert, sein Name leitet sich vom Personennamen Mladoš ab. Die erste schriftliche Erwähnung des Pfarrdorfes Mladssouicz erfolgte 1367 als Besitz des Augustiner-Chorherrenstift Wittingau in Třeboň. Nach dessen Säkularisation fiel das Dorf 1567 der Herrschaft Wittingau zu. Nach dem Tode von Peter Wok von Rosenberg fiel das Erbe der Rosenberger 1612 Johann Georg von Schwanberg zu. Zu Beginn des Dreißigjährigen Krieges unterstützte Peter von Schwanberg die aufständischen Stände. 1619 fiel das Heer des kaiserlichen Generals Charles Bonaventure de Longueval, Comte de Bucquoy in die Gegend ein und verwüstete sie. Nach der Niederlage in der Schlacht am Weißen Berg wurde Wittingau zum Zentrum der Aufständischen, das den Angriffen der Kaiserlichen Truppen noch bis zum März 1622 widerstand. Danach wurden die Güter Peter von Schwanbergs konfisziert und fielen an die Habsburger, die die Gegenreformation durchführten. Dabei wurde 1631 auch das
Wittingauer Augustinerstift wiedereröffnet und Mladoschowitz wieder in den Stiftsbesitz übertragen. Nach der Erlöschen der Pfarre wurde die Kirche im selben Jahre zur Filiale der Pfarre Wittingau. Im Rahmen der Josephinischen Reformen wurde das Stift 1785 aufgehoben. Zugleich wurde in Mladošovice durch den Religionsfonds wieder eine Pfarre eingerichtet. 1787 erwarb Johann I. Fürst zu Schwarzenberg den klösterlichen Besitz und schloss diesen als Gut Wittingau an seine Herrschaft Wittingau an. Die Schule wurde 1823 eingerichtet. Im Jahre 1840 bestand Mladoschowitz aus 41 Häusern mit 288 Einwohnern. Davon waren 35 Häuser dem Gut Wittingau, vier dem Gut Komařitz und zwei der Herrschaft Krumau untertänig. Im Ort bestanden unter herrschaftlichem Patronat die Pfarrkirche, ein Pfarrhaus und eine Schule. Mladoschowitz war Pfarrort für Hrachowischt, Kojakowitz (Kojákovice), Lhota und Petrowitz (Petrovice). In der Umgebung des Dorfes wurde Eisenerz gefördert, das an die Eisenhütte Josephsthal bei Chlumetz geliefert wurde. Bis zur Mitte des 19. Jahrhunderts blieb das Dorf immer größtenteils dem Gut Wittingau untertänig.
Nach der Aufhebung der Patrimonialherrschaften bildete Mladošovice/Mladoschowitz ab 1850 eine Gemeinde in der Bezirkshauptmannschaft und dem Gerichtsbezirk Třeboň/Wittingau. Im Jahre 1910 hatte das Dorf 372 Einwohner, davon waren 370 Tschechen. 1929 wurde die Autobuslinie Třeboň – Borovany aufgenommen, der Betrieb der Linie erfolgte durch den örtlichen Fuhrunternehmer Veigl. Im Zuge der Aufhebung des Okres Třeboň wurde Mladošovice zu Beginn des Jahres 1961 dem Okres České Budějovice zugeordnet. Zum 1. Januar 1976 wurde Petrovice eingemeindet und zugleich Lhota von Vlachnovice nach Mladošovice umgemeindet.

## Bevölkerungsentwicklung
| Jahr      | 1869 | 1880 | 1890 | 1900 | 1910 | 1921 | 1930 | 1950 | 1961 | 1970 | 1980 | 1991 | 2001 | 2011 | 2021 |
| --------- | ---- | ---- | ---- | ---- | ---- | ---- | ---- | ---- | ---- | ---- | ---- | ---- | ---- | ---- | ---- |
| Einwohner | 1007 | 972  | 925  | 912  | 964  | 883  | 827  | 602  | 561  | 445  | 349  | 309  | 287  | 365  | 426  |

## Sehenswürdigkeiten
- Pfarrkirche des hl. Bartholomäus, der gotische Bau ist seit 1367 nachweisbar. Im Jahre 1499 wurde der Kirchturm angebaut. 1785 erfolgte eine barocke Umgestaltung. Das Rembrandt-Bildnis Das letzte Abendmahl ist eine Kopie des südböhmischen Malers Jan Kojan.
- Ehemaliger Friedhof an der Kirche, mit barockem Tor und Leichenhalle mit Giebel. Hier befindet sich auch das Grab des Malers Jan Kojan.
- Barocke Statue des hl. Johannes von Nepomuk
- Gehöft Nr. 34 im südböhmischen Bauernbarockstil, errichtet 1864